# Tracy-sur-Mer
Tracy-sur-Mer ist eine französische Gemeinde mit 348 Einwohnern (Stand: 1. Januar 2022) im Département Calvados in der Region Normandie. Die Gemeinde gehört zum Arrondissement Bayeux und zum Kanton Bayeux. Die Einwohner werden Tracyens genannt.

## Geografie
Tracy-sur-Mer liegt an der Küste zum Ärmelkanal an der sogenannten Seinebucht etwa acht Kilometer nordöstlich von Bayeux. Umgeben wird Tracy-sur-Mer von den Nachbargemeinden Arromanches-les-Bains im Osten, Ryes im Süden und Südosten, Magny-en-Bessin im Südwesten sowie Manvieux im Westen.
Durch die Gemeinde führt die frühere Route nationale 814.

## Geschichte
Als Thraceum wird der Ort erstmals im 12. Jahrhundert erwähnt.
| Jahr      | 1962 | 1968 | 1975 | 1982 | 1990 | 1999 | 2006 | 2012 |
| --------- | ---- | ---- | ---- | ---- | ---- | ---- | ---- | ---- |
| Einwohner | 237  | 225  | 207  | 217  | 252  | 240  | 308  | 359  |

## Sehenswürdigkeiten

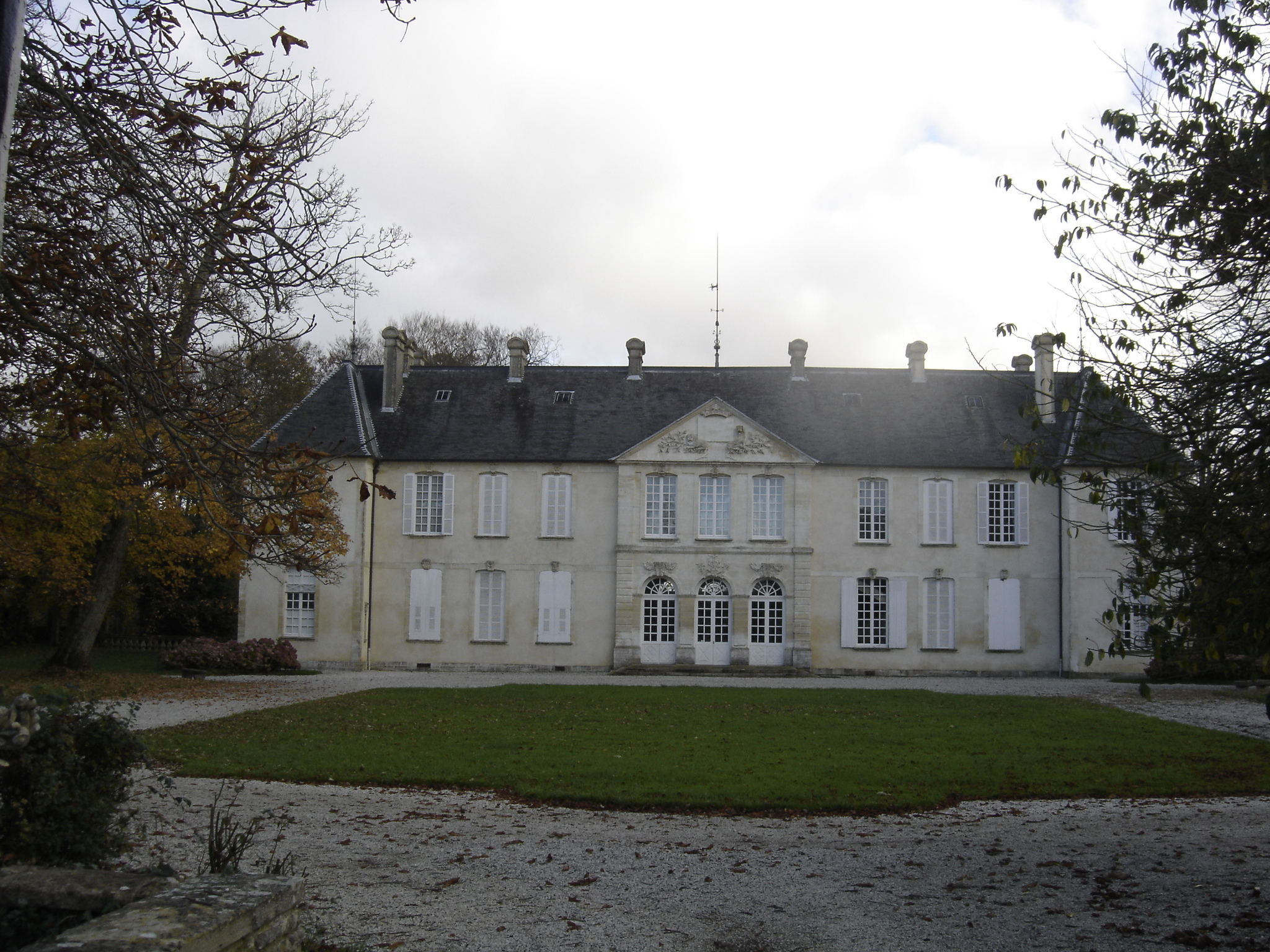
Schloss La Noë

- Kirche Saint-Martin aus dem 13. Jahrhundert, Umbauten im 18. Jahrhundert, Glockenturm von 1957
- Schloss La Noë aus dem 18. Jahrhundert, Monument historique seit 1994/1995, mit angeschlossenem Gutshof

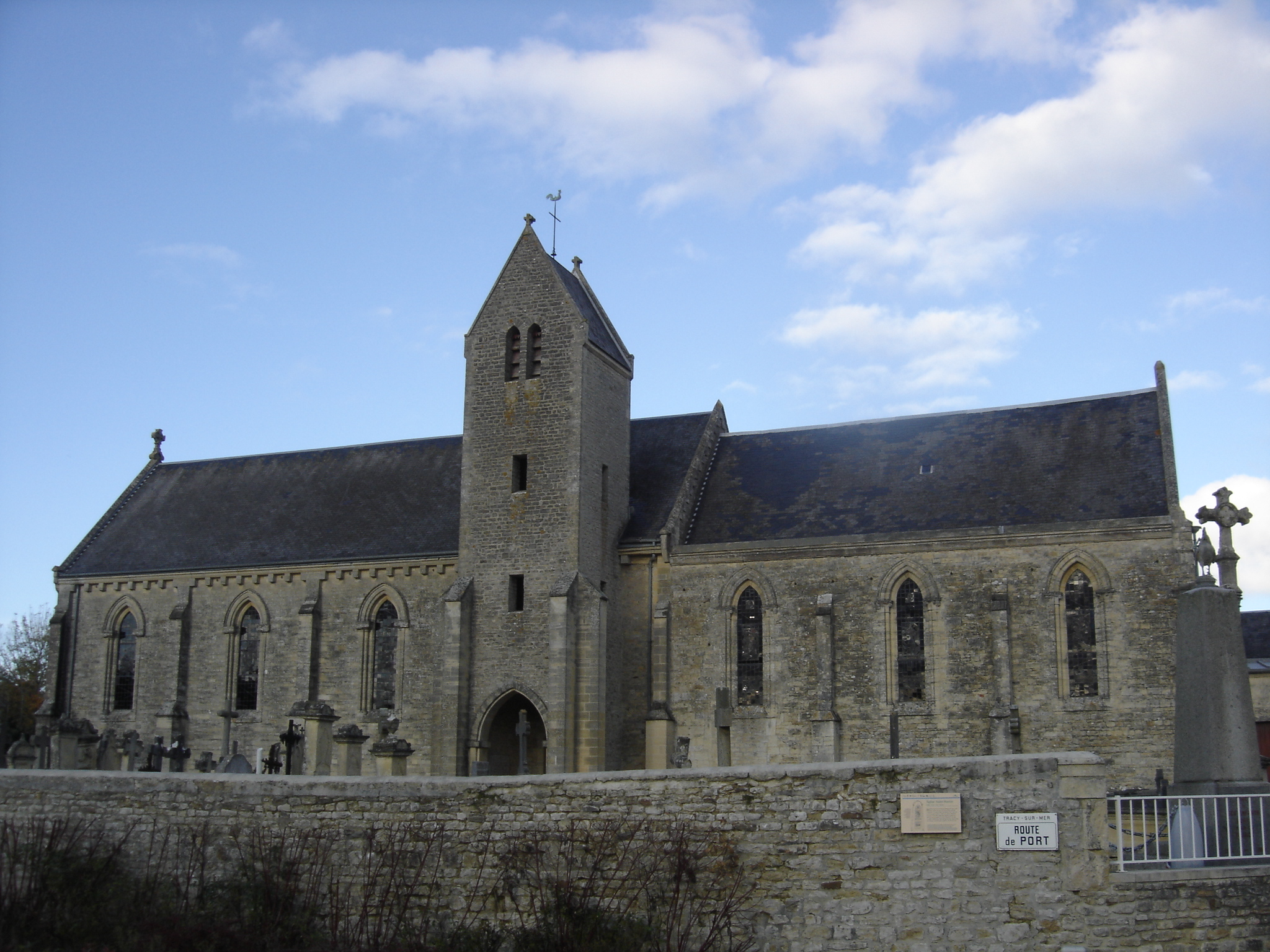
Kirche Saint-Martin

## Gemeindepartnerschaften
Mit der Übersee-Gemeinde Saint-Pierre auf Saint-Pierre besteht seit 1976 eine Partnerschaft.